# Psilochalcis immaculata
Psilochalcis immaculata är en stekelart som först beskrevs av Rossi 1792.  Psilochalcis immaculata ingår i släktet Psilochalcis och familjen bredlårsteklar. Inga underarter finns listade i Catalogue of Life.